# Christian (Bischof)
Christian († 7. Oktober 1186 in Holme Cultram Abbey) war ein schottischer Geistlicher. Ab 1154 war er Bischof von Whithorn.

## Ernennung zum Bischof
Christian wurde 1154 Bischof der südwestschottischen Diözese Whithorn, dabei geschah seine Ernennung klar durch den Einfluss des englischen Königs Heinrich II. Christian gehörte vielleicht dem Zisterzienserorden an, auf jeden Fall hatte er enge Verbindungen zum Zisterzienserkloster Holme Cultram in Cumbria. Er wurde am 19. Dezember 1154 in Bermondsey Abbey von Hugues d’Amiens, der als Erzbischof von Rouen den noch nicht geweihten Erzbischof Roger von York vertrat, zum Bischof geweiht. Am 27. Februar 1155 wurde Christian in einem Schreiben von Papst Hadrian IV. als einziger schottischer Bischof genannt, der Erzbischof Roger von York Gehorsam gelobt hatte. Bis zu seinem Tod blieb er ein loyaler Suffraganbischof der Erzbischöfe von York und stand damit in scharfen Gegensatz zu den anderen schottischen Bischöfen, die sich gegen die geistliche Oberherrschaft der Erzbischöfe von York wehrten. Als der päpstliche Legat Vivian für August 1177 ein Konzil nach Edinburgh einberief, nahm Christian an dieser Versammlung nicht teil. Da Papst Alexander III. in der Bulle super anxietatibus den Anspruch der Erzbischöfe von York auf geistliche Oberhoheit über Schottland zurückgestellt hatte, verhängte der Legat über Christian die Exkommunikation. Christian hatte dagegen im März 1176 oder 1177 an einer Versammlung der englischen Bischöfe in London teilgenommen, und dank der Unterstützung von Erzbischof Roger von York wurde die von Vivian verhängte Strafe wieder aufgehoben.

## Tätigkeit als Bischof
Über die weitere Tätigkeit der Bischöfe von Whithorn im 12. Jahrhundert ist allgemein nur wenig bekannt, dabei fiel in diese Zeit die Bildung von Pfarreien, die Einsetzung von Weltgeistlichen und die Entstehung einer Organisation der Diözese. Vermutlich 1177 setzte Christian Prämonstratenser-Kanoniker an der Kathedrale von Whithorn ein und bildete so ein Kathedralkapitel. Er bezeugte eine Urkunde des schottischen Königs Malcolm IV. und vor 1174 eine Urkunde von dessen Nachfolger Wilhelm I. 1177 bezeugte er eine Urkunde des englischen Königs Heinrich II. Über Christians Verhältnis zu Fergus von Galloway ist nichts bekannt, doch er bezeugte zahlreiche Urkunden von dessen Sohn und Nachfolger Uhtred. Offensichtlich unterstützte Christian seinen Lord in dessen Bestrebungen, die geistliche Hoheit der Bischöfe von Glasgow über den östlichen Galloway dem Bistum Whithorn zu übertragen. Um seine Rechte gegenüber Christian zu wahren, wandte sich Bischof Jocelin von Glasgow an die Kurie und erhielt 1181 von Papst Lucius III. eine Bestätigung seiner Rechte in Galloway. Auch zu Uhtreds Halbbruder und Rivalen Gilla Brigte, der die Herrschaft im westlichen Teil von Galloway übernommen hatte, hatte Christian offenbar kein gutes Verhältnis. Nach Uhtreds Ermordung durch Gilla Brigte 1174 bezeugte Christian Urkunden von Uhtreds Sohn Roland. Da sein Bischofssitz Whithorn im Gebiet der Herrschaft von Gilla Brigte lag, residierte er bis zu Beginn der 1180er Jahre offenbar in Cumbria. Dort übernahm er womöglich die Vertretung im vakanten Bistum Carlisle. In seinen letzten Lebensjahren hielt sich Christian möglicherweise nicht in Galloway, sondern in Nordengland auf. Um 1185 erklärte er, dass er nach seinem Tod nicht in Whithorn in Galloway, sondern in Holme Cultram Abbey in Cumberland beigesetzt werden wolle.